# Meteorium atrovariegatum
Meteorium atrovariegatum là một loài Rêu trong họ Meteoriaceae. Loài này được Cardot & Thér. mô tả khoa học đầu tiên năm 1909.